# 金井貢史
金井 貢史（かない たかし、1990年2月5日 - ）は、神奈川県横浜市出身のサッカー選手。サッカー指導者。ポジションはディフェンダー。

## 来歴
横浜F・マリノスユース在籍時から各年代の代表に選ばれた経験を持ち、同期に水沼宏太らがいる。
トップチーム昇格3年目の2010年10月18日、横浜市内で道路交通法違反（無免許運転）容疑で検挙され、クラブから2010年度中の全試合出場停止等の処分を受ける。2008年8月に免許を取得、2009年4月に人身事故を起こして免許停止となるが、クラブには軽い追突事故と虚偽の報告をしていた。この人身事故により免許停止となり、義務となっている講習を受けなかったために免許が失効しているが、運転をし続け今回の検挙に繋がった。また2010年アジア競技大会のU-21代表を辞退している。これは、不整脈による体調不良も理由であり、事件が発覚しなくても辞退する予定であった。悪質な事件ではあったが、書類送検され罰金25万円の略式処分となった。
2013年シーズンより、サガン鳥栖に期限付き移籍。2014年シーズンより完全移籍した。
2015年、ジェフユナイテッド市原・千葉へ完全移籍。自己キャリア最多となるリーグ戦35試合に出場。序盤は活躍するも、後半はチームの不調とともに精彩を欠いた。
2016年、横浜F・マリノスへ完全移籍で復帰することが発表された。
2017年3月10日、第3節の鹿島アントラーズ戦にてJ1通算100試合出場を達成。
2018年7月25日、名古屋グランパスへの完全移籍が発表された。8月11日、第21節の鹿島アントラーズ戦で移籍後初得点を含む2得点の活躍を見せた。
2019年8月15日、サガン鳥栖に期限付きで移籍で加入することが発表された。鳥栖へ移籍すると2日後の湘南ベルマーレ戦では先発で出場し、いきなり決勝点を挙げるなど10試合に出場して4得点を挙げる。そのうち3得点は決勝点だったこともあり鳥栖の残留に大きく貢献した。
2020年、清水エスパルスに完全移籍。シーズン終了後、契約満了により清水を退団。
2021年、ヴァンフォーレ甲府に加入した。
2021年7月28日、FC琉球に完全移籍で加入することが発表された
。
2022年10月27日、契約満了を発表。同年12月22日、カマタマーレ讃岐に加入することが発表された。
2023年12月1日、リーグ最終戦を前に引退を発表した。

## 所属クラブ
- あざみ野FC（横浜市立川和東小学校）
- 2002年 - 2004年 横浜F・マリノスジュニアユース（文教大学付属中学校）
- 2005年 - 2007年 横浜F・マリノスユース（横浜創英高等学校）
- 2008年 - 2013年  横浜F・マリノス
  - 2013年  サガン鳥栖 (期限付き移籍)
- 2014年  サガン鳥栖
- 2015年  ジェフユナイテッド市原・千葉
- 2016年 - 2018年7月  横浜F・マリノス
- 2018年7月 - 2019年  名古屋グランパス
  - 2019年8月 - 同年12月 サガン鳥栖（期限付き移籍）
- 2020年  清水エスパルス
- 2021年 - 2021年7月  ヴァンフォーレ甲府
- 2021年7月 - 2022年  FC琉球
- 2023年  カマタマーレ讃岐

## 個人成績
| 国内大会個人成績 | 国内大会個人成績 | 国内大会個人成績 | 国内大会個人成績 | 国内大会個人成績 | 国内大会個人成績 | 国内大会個人成績 | 国内大会個人成績 | 国内大会個人成績 | 国内大会個人成績 | 国内大会個人成績 | 国内大会個人成績 |
| 年度             | クラブ           | 背番号           | リーグ           | リーグ戦         | リーグ戦         | リーグ杯         | リーグ杯         | オープン杯       | オープン杯       | 期間通算         | 期間通算         |
| 年度             | クラブ           | 背番号           | リーグ           | 出場             | 得点             | 出場             | 得点             | 出場             | 得点             | 出場             | 得点             |
| 日本             | 日本             | 日本             | 日本             | リーグ戦         | リーグ戦         | リーグ杯         | リーグ杯         | 天皇杯           | 天皇杯           | 期間通算         | 期間通算         |
| ---------------- | ---------------- | ---------------- | ---------------- | ---------------- | ---------------- | ---------------- | ---------------- | ---------------- | ---------------- | ---------------- | ---------------- |
| 2008             | 横浜FM           | 24               | J1               | 5                | 0                | 1                | 0                | 0                | 0                | 6                | 0                |
| 2009             | 横浜FM           | 24               | J1               | 9                | 0                | 0                | 0                | 0                | 0                | 9                | 0                |
| 2010             | 横浜FM           | 24               | J1               | 8                | 0                | 5                | 1                | 2                | 0                | 15               | 1                |
| 2011             | 横浜FM           | 24               | J1               | 21               | 0                | 3                | 0                | 4                | 0                | 28               | 0                |
| 2012             | 横浜FM           | 24               | J1               | 16               | 1                | 3                | 1                | 2                | 0                | 21               | 2                |
| 2013             | 鳥栖             | 24               | J1               | 15               | 2                | 5                | 1                | 5                | 2                | 25               | 5                |
| 2014             | 鳥栖             | 35               | J1               | 7                | 0                | 4                | 0                | 2                | 1                | 13               | 1                |
| 2015             | 千葉             | 13               | J2               | 35               | 5                | -                | -                | 2                | 0                | 37               | 5                |
| 2016             | 横浜FM           | 24               | J1               | 17               | 0                | 7                | 1                | 5                | 0                | 29               | 1                |
| 2017             | 横浜FM           | 13               | J1               | 21               | 2                | 0                | 0                | 1                | 0                | 22               | 2                |
| 2018             | 横浜FM           | 13               | J1               | 6                | 2                | 8                | 0                | 2                | 0                | 16               | 2                |
| 2018             | 名古屋           | 31               | J1               | 15               | 4                | -                | -                | 0                | 0                | 15               | 4                |
| 2019             | 名古屋           | 31               | J1               | 3                | 0                | 6                | 1                | 1                | 0                | 10               | 1                |
| 2019             | 鳥栖             | 5                | J1               | 10               | 4                | 0                | 0                | -                | -                | 10               | 4                |
| 2020             | 清水             | 15               | J1               | 14               | 2                | 2                | 0                | -                | -                | 16               | 2                |
| 2021             | 甲府             | 5                | J2               | 7                | 0                | -                | -                | 1                | 0                | 8                | 0                |
| 2021             | 琉球             | 35               | J2               | 18               | 2                | -                | -                | -                | -                | 18               | 2                |
| 2022             | 琉球             | 6                | J2               | 26               | 2                | -                | -                | 0                | 0                | 26               | 2                |
| 2023             | 讃岐             | 14               | J3               | 16               | 0                | -                | -                | 2                | 0                | 18               | 0                |
| 通算             | 日本             | 日本             | J1               | 167              | 17               | 44               | 5                | 24               | 3                | 235              | 25               |
| 通算             | 日本             | 日本             | J2               | 86               | 9                | -                | -                | 3                | 0                | 89               | 9                |
| 通算             | 日本             | 日本             | J3               | 16               | 2                | -                | -                | 2                | 0                | 18\|\|\|0        |                  |
| 総通算           | 総通算           | 総通算           | 総通算           | 269              | 26               | 44               | 5                | 29               | 3                | 342              | 34               |

- 2008年7月20日 - プロデビュー (Jリーグ) - 鹿島アントラーズ戦 (日産スタジアム)
- 2010年5月29日 - プロ初ゴール (ナビスコカップ) - 湘南ベルマーレ戦 (ニッパツ三ツ沢球技場)

## 代表歴
- U-17サッカー日本代表
  - 2006年 AFC U-17選手権2006 (優勝)
  - 2007年 2007 FIFA U-17ワールドカップ (グループリーグ敗退)
- U-20サッカー日本代表
  - 2008年 AFC U-19選手権2008 (ベスト8)
- U-23サッカー日本代表
  - 2010年　2010年アジア競技大会 (選出後、不整脈による体調不良の理由で辞退)[21]

## 指導歴
- 2024年 -  横浜F・マリノス
  - 2024年 スクールコーチ
  - 2025年 - プライマリー追浜 コーチ